# Jan Pieter Schotte
Jan Pieter kardinál Schotte (29. dubna 1928, Beveren-Leie – 10. ledna 2005, Řím) byl belgický katolický klerik, řeholník a teolog, který působil v římské kurii jako biskup a kardinál.

## Stručný životopis
Po gymnaziálních studiích vstoupil do misionářské kongregace scheutistů, roku 1952 přijal kněžské svěcení. V roce 1967 se stal generálním sekretářem kongregace a přišel do Říma a postupně se dal do služeb Svatého stolce. Roku 1983 se stal titulárním biskupem sillským a v roce 1985 byl jmenován titulárním arcibiskupem. Roku 1994 byl jmenován kardinálem-jáhnem. Zemřel v roce 2005 a je pochován ve svém římském titulárním kostele. 